# Marang Bum
Marang Bum és una muntanya de l'Índia a una de les vores de l'altiplà d'Hazaribagh a Jharkhand. Té una elevació de 750 sobre la vall del Damodar i de 1.068 msnm. La muntanya és sagrada pel poble del mundes que la consideren la deïtat de la pluja i li fan peticions en casos de sequera i de vegades també en casos d'epidèmies.